# Healey (Yorkshire du Nord)
Pour les articles homonymes, voir Healey.
Healey est un village et une paroisse civile du Yorkshire du Nord, en Angleterre.